# Quintà Nou

El Quintà Nou, respecte del terme de Castellcir

El Quintà Nou és un paratge de camps de conreu del terme municipal de Castellcir, a la comarca del Moianès.
És al nord de la zona central del terme, al sud-est del Mas Montserrat i al nord de la urbanització del Prat, a llevant del Xaragall de la Cuaranya i a ponent de les Saleres.
Pel seu costat de llevant passa el Camí de Santa Coloma Sasserra.